# باشو (شخصیت)
باشو پسرکی داستانی است که بهرام بیضایی در فیلمِ باشو، غریبه‌ی کوچک (۱۳۶۵) آفریده است. این چهره با بازیِ عدنان عفراویان شناخته و نامدار است. در رأی‌گیریِ سالِ ۱۳۸۳ مجلّهٔ فیلم باشو هجدهمین شخصیتِ برگزیدهٔ تاریخ سینمای ایران شناخته شد.

## سرگذشت
روی پرده، «باشو» ما را به دردهایش فرامی‌خواند. در جست‌وجوی همزبان − و همدل − خود را به آب و آتش می‌زند. . . .

گوهر خیراندیش، بهارِ ۱۳۷۳

همه ما در راه درازی که از ازل تا ابد، از زندگی به مرگ پشت سر می‌گذاریم باشوها و غریبه‌هایی کوچکیم که به گفته زیبای فروغ فرخزاد غم و اندوه خودمان را در نی‌لبک‌های چوبین می‌نوازیم، و همدلی و همزبانی آرزو می‌کنیم.

حورا یاوری، ۲۷ مهرِ ۱۳۹۶
باشو، قهرمانِ فیلم، پسرکی عرب از جنوبِ غربِ ایران است که در بمباران‌های جنگ ایران و عراق خانواده‌اش را از دست می‌دهد و خود هراسان و سرگشته میان کشتزارها می‌دود تا تصادفاً به کامیونی می‌رسد و بر پشتش می‌نشیند. کودک به خواب می‌رود و هنگامی که بیدار می‌شود خود را در جهانی دیگر می‌یابد که هیچ به سرزمینی که می‌شناخت نمی‌ماند. اینجا شمالِ ایران است، با بیشه‌های سرسبز و آرامشِ روستایی. باشو از پشتِ باری − که کنارِ راه ایستاده − می‌پرد و از نهیبِ انفجارهای راه‌سازی به جنگل می‌گریزد، تا به شالیزار نایی می‌رسد، و نایی زنی است که با دو کودکش آنجا زندگی می‌کند. رنگ تیرهٔ پوست باشو نزد مردم این محال غریبه است و برخوردِ نخست با ترس و نگرانی است. نایی باشو را برنج و نان و آب می‌دهد و کم‌کم به او نزدیک می‌شود و او را در خانه‌اش می‌برد و همچون پسر بزرگ‌ترش نگهداری می‌کند. سرکشی پسرک نیز فرومی‌کشد و کم‌کم یکدل و یک‌زبان در کارهای خانه و مزرعه کمک می‌کند. ولی اهالی ده بدگمانند و نامه‌هایی که از شوهر نایی می‌رسد هم از این قرار است که پسرک بی‌زبانِ غریبه را نمی‌شود در خانه پذیرفت. با این همه، نایی نگاهش می‌دارد و کم‌کم می‌توانند با زبانی میانجی بین گیلکی و فارسی و عربی حرف یکدیگر را بفهمند. در پایان فیلم شوهر نایی، قسمت شنبه‌سرایی، از راه می‌رسد؛ و یک دستش را از دست داده. صحنهٔ پایانی افتادن گراز در شالیزار است، و همگی فریادکنان می‌دوند تا گراز را بتارانند.

## چند و چون
باشو لاغر، بسیار سبزه و کمابیش سیاه‌پوست است. حدود دوازده سال دارد. فارسی را از روی کتاب‌های دبستان آموخته و می‌تواند بخواند؛ ولی زبان مادریش عربی خوزی است.

### جامه
باشو پیراهن آستین‌کوتاه زرد دارد و شلوار خاکی. در بخش کوتاهی از فیلم که نایی پیراهنش را شسته، پیراهن گشاد بنفش می‌پوشد.

### اجرا
مسعود پورمحمّد بر آن بوده که «بازی باشو نیز بیضایی است. . . . در خلق باشو (اگرچه قدرت تطبیق بازیگر نیز زیاد است)، نقش اصلی را خود بیضایی ایفا می‌کند و اوست که می‌داند باشویش را، غریبهٔ کوچکش را چه گونه آشنا کند. چه گونه بزرگ کند.»